# 리쿠젠야하기역
리쿠젠야하기역(일본어: 陸前矢作駅)은 일본 이와테현 리쿠젠타카타시에 위치한 동일본 여객철도 오후나토 선의 철도역이다. 상대식 승강장 2면 2선의 구조를 갖춘 지상역이었으나, 2011년 동일본 대지진 피해로 인해 BRT로 대체 운행되고 있다.2020년 4월 1일, 게센누마 역 - 사카리 역 간의 철도 사업 폐지로 인해 철도역으로는 폐역 처리가 되었다.

## 타는 곳
| 1 | ■ 오후나토 선 | 하행 | 리쿠젠타카타 · 사카리 방면 |
| 2 | ■ 오후나토 선 | 상행 | 게센누마 · 이치노세키 방면 |

## 이용 현황
| 승차 인원 추이 | 승차 인원 추이 |
| 연도           | 1일 평균       |
| -------------- | -------------- |
| 2013           | 17             |
| 2014           | 15             |
| 2015           | 20             |

## 역 주변
- 국도 제343호선
- 야하기 강

## 인접 역
| 동일본 여객철도 오후나토 선  | 동일본 여객철도 오후나토 선 | 동일본 여객철도 오후나토 선 |
| ---------------------------- | --------------------------- | --------------------------- |
| 가미시시오리 이치노세키 방면 | ■ 본선 철도 운용시          | 다케코마 사카리 방면        |
| 시·종착역                    | ■ BRT 구간                  | 다케코마 다케코마 방면      |